# Evrovidenie 2008
La quinta edizione di Evrovidenie (in russo Евровидение?; lett. "Eurovisione") è stata organizzata dal canale televisivo russo Rossija 1 per selezionare il rappresentante nazionale all'Eurovision Song Contest 2008 a Belgrado.
Il vincitore è stato Dima Bilan con Believe.

## Organizzazione
L'8 dicembre 2007 Rossija 1 ha annunciato l'organizzazione della selezione televisiva Evrovidenie per coinvolgere il pubblico nella scelta del rappresentante eurovisivo, aprendo la possibilità agli artisti interessati di inviare le proprie canzoni per la competizione entro il 1º febbraio 2008.
Lo show si è tenuto in un'unica serata il 9 marzo 2008 e ha visto i 27 artisti selezionati per la possibilità di rappresentare la Russia all'Eurovision Song Contest 2008. I risultati sono stati decretati da una combinazione di voto della giuria e televoto.

### Giuria
La giuria è stata composta da:
- Ihor Krutyj, paroliere
- Gennadij Gochštejn, produttore esecutivo di Rossija 1
- Maksim Fadeev, paroliere e produttore discografico
- Sergej Archipov, vicedirettore di Radio Majak
- Vladimir Matetskij, paroliere

## Partecipanti
Rossija 1 ha aperto la possibilità di inviare proposte per la competizione dal 15 dicembre 2007 al 1º febbraio 2008. Delle 167 canzoni ricevute, una giuria ha quindi selezionato i 25 finalisti per la finale televisiva, a cui si sono aggiunte due wildcard (Palina Smolava e Sergej Lazarev) annunciate il 4 marzo 2008.
| Artista                       | Brano                      | Lingua   | Autori                                                 |
| ----------------------------- | -------------------------- | -------- | ------------------------------------------------------ |
| A-Sortie                      | Colours of My Love         | Inglese  | Kim Brejtburg                                          |
| Aero                          | Siberia                    | Inglese  | Aero                                                   |
| Aleksandr Panajotov           | Crescent and Cross         | Inglese  | Kim Brejtburg, Karen Kavaleryan                        |
| Aleksej Vorob'ëv              | New Russian Kalinka        | Inglese  | Vladimir Molčanov, Aleksej Vorob'ëv                    |
| Anatolij Alešin               | One More Try               | Inglese  | Saša Lev, Karen Kaveleryan                             |
| Anna Mušak & Project William  | The Needle                 | Inglese  | Anna Mušak                                             |
| Asılyar                       | Qarlığaçlar                | Tataro   | Marat Muhin, Mönir Mazunov                             |
| Azija                         | Odinokij dožd'             | Russo    | Nal'čik Amur Uspaen, Kazbek Šadov                      |
| BK!                           | Don't Break My Heart       | Inglese  | Boris Chudnev, Pavel Maklaj                            |
| Dima Bilan                    | Believe                    | Inglese  | Jim Beanz, Dima Bilan                                  |
| Elena Gorskaja                | Always All Alone           | Inglese  | Aleksandr Grata, Vjačeslav Kokarev                     |
| Granat                        | Another Side of Midnight   | Inglese  | Marcel Gonzales, Anastasija Maksimova, Il'ja Mazurenko |
| Julija Michal'čik             | Cold Fingers               | Inglese  | Natal'ja Pavlova, Vladislav Dzjat'ko                   |
| Max Lorens & Satsura          | Daj nam dožd'              | Russo    | Serёha                                                 |
| Natal'ja Astav'eva            | Tri luny                   | Russo    | Natal'ja Astav'eva                                     |
| Natal'ja Terechova            | So Yo Can Tell Me          | Inglese  | Natal'ja Terechova                                     |
| Nora Adam                     | Gotta Let It Go            | Inglese  | Goša Levčenko                                          |
| Ol'ga Varvus                  | King of Seduction          | Inglese  | Ol'ga Varvus                                           |
| Palina Smolava                | Na rasstojanii dychnija    | Russo    | Svetlana Kulemina, Alfred Kin, Sergej Alichanov        |
| Pierre Narcisse & Jam Sheriff | Who Am I Without Your Love | Inglese  | Musa Sheriff                                           |
| Prime Minister                | My parallel'nye miry       | Russo    | Taras Demčuk, Irina Stepanova, Denis Chruščev          |
| Roman Bežin                   | I'm Missing                | Inglese  | Roman Bežin                                            |
| Sabrina                       | Wreck                      | Inglese  | Jim Beanz                                              |
| Sergej Lazarev                | Flyer                      | Inglese  | Rasmus Lindwall, Robert Watts, Mårten Eriksson         |
| Tamila Bloggy                 | Sny                        | Russo    | Tamila Griščenko                                       |
| Ženja Otradnaja               | Porque amor                | Spagnolo | Anton Vartanov, P. Sepeda                              |
| Ženja Rasskazova              | Otpuskaju tebja            | Russo    | Sergej Čepurnov                                        |

## Finale
La finale si è tenuta presso l'Akademičeskij Concert Hall di Mosca ed è stata trasmessa su Rossija 1 e  RTR-Planeta. Durante la serata si sono esibiti come ospiti Marija Šerifović, vincitrice dell'Eurovision Song Contest 2007, Ruslan Alechna e Ani Lorak, rappresentanti della Bielorussia e dell'Ucraina all'Eurovision Song Contest 2008.
Il voto combinato della giuria e del televoto ha decretato la vittoria di Dima Bilan con Believe.
| #  | Artista                       | Titolo                     | Punteggio | Punteggio | Punteggio | Posizione |
| #  | Artista                       | Titolo                     | Giuria    | Televoto  | Totale    | Posizione |
| -- | ----------------------------- | -------------------------- | --------- | --------- | --------- | --------- |
| 1  | A-Sortie                      | Colours of My Love         | 16        | 16        | 32        | 11        |
| 2  | Palina Smolava                | Na rasstojanii dychnija    | 12        | 12        | 24        | 16        |
| 3  | Asılyar                       | Qarlığaçlar                | 1         | 1         | 2         | 27        |
| 4  | Ženja Otradnaja               | Porque amor                | 25        | 25        | 50        | 3         |
| 5  | Aero                          | Siberia                    | 3         | 4         | 7         | 24        |
| 6  | Anna Mušak & Project William  | The Needle                 | 22        | 19        | 41        | 7         |
| 7  | Nora Adam                     | Gotta Let It Go            | 2         | 2         | 4         | 26        |
| 8  | Natal'ja Terechova            | So Yo Can Tell Me          | 6         | 6         | 12        | 22        |
| 9  | Ženja Rasskazova              | Otpuskaju tebja            | 19        | 21        | 40        | 8         |
| 10 | Dima Bilan                    | Believe                    | 27        | 27        | 54        | 1         |
| 11 | Elena Gorskaja                | Always All Alone           | 14        | 12        | 26        | 14        |
| 12 | Aleksandr Panajotov           | Crescent and Cross         | 26        | 26        | 52        | 2         |
| 13 | Pierre Narcisse & Jam Sheriff | Who Am I Without Your Love | 8         | 8         | 16        | 20        |
| 14 | Julija Michal'čik             | Cold Fingers               | 21        | 22        | 43        | 6         |
| 15 | Granat                        | Another Side of Midnight   | 11        | 10        | 21        | 18        |
| 16 | Sabrina                       | Wreck                      | 10        | 9         | 19        | 19        |
| 17 | BK!                           | Don't Break My Heart       | 5         | 5         | 10        | 23        |
| 18 | Azija                         | Odinokij dožd'             | 7         | 7         | 14        | 21        |
| 19 | Tamila Bloggy                 | Sny                        | 18        | 20        | 38        | 9         |
| 20 | Prime Minister                | My parallel'nye miry       | 20        | 18        | 38        | 10        |
| 21 | Anatolij Alešin               | One More Try               | 13        | 11        | 24        | 17        |
| 22 | Aleksej Vorob'ëv              | New Russian Kalinka        | 23        | 23        | 46        | 5         |
| 23 | Roman Bežin                   | I'm Missing                | 4         | 3         | 7         | 25        |
| 24 | Sergej Lazarev                | Flyer                      | 24        | 24        | 48        | 4         |
| 25 | Natal'ja Astav'eva            | Tri luny                   | 15        | 14        | 29        | 13        |
| 26 | Max Lorens & Satsura          | Daj nam dožd'              | 9         | 17        | 26        | 15        |
| 27 | Ol'ga Varvus                  | King of Seduction          | 16        | 15        | 31        | 12        |

## Controversie
Subito dopo l'annuncio dei finalisti, sono emerse varie violazioni del regolamento dell'Eurovision. In particolare, i brani presentati da Aleksej Vorob'ëv, Asılyar, Dima Bilan e Ženja Otradnaja, sono stati diffusi prima del 1º ottobre 2007. Le regole dell'Eurovision stabiliscono che nessuna canzone può essere stata resa disponibile al pubblico prima del 1º ottobre dell'anno precedente, poiché ciò potrebbe dare alle canzoni un vantaggio sleale. Dopo la squalifica dei brani, Dima Bilan ha optato di prendere parte alla selezione con Believe,  mentre Aleksej Vorob'ëv, Asılyar e Ženja Otradnaja si sono esibiti con i loro brani con la condizione di selezionarne uno nuovo in occasione della manifestazione europea. Ulteriori controversie sono state poste alla composizione musicale del brano New Russian Kalinka al cui interno è presente una parte dell'omonima composizione musicale di Ivan Petrovič Larionov.
La vittoria di Dima Bilan nella selezione russa generò polemiche nel paese. Numerosi partecipanti alla selezione infatti hanno accusato l'emittente Rossija 1 di broglio affermando che molti voti provenienti dal televoto non sono stati conteggiati in maniera uniforme per tutti i partecipanti.